# Гедвига София Гольштейн-Готторпская
Гедвига София Гольштейн-Готторпская (нем. Hedwig Sophie von Schleswig-Holstein-Gottorf; 9 октября 1705 — 4 октября 1764) — немецкая принцесса.

## Биография
Старшая дочь князя-епископа Любека Кристиана Августа Гольштейн-Готторпского (1673—1726). Старшая сестра Иоганны Елизаветы Гольштейн-Готторпской (1712—1760), родная тётка императрицы Екатерины II (на престоле с 1762 года).
Кроме того, родная сестра короля Швеции Адольфа Фредерика (1710—1771), ольденбургского владетельного герцога Фридриха Августа (1711—1785) и российского генерал-фельдмаршала Георга Гольштейн-Готторпского (1719—1763), активно возражавшего против вступления своей племянницы Екатерины на русский престол. 
Её матерью была принцесса Альбертина Фридерика Баден-Дурлахская (1682—1755). 
Хедвига София осталась незамужней. Вместо этого она возглавляла богатые монастыри Кведлинбург и Херфорд.
30 августа 1745 года Хедвига София Гольштейн-Готторпская, наряду со своей сестрой Анной, была награждена российским орденом Святой Екатерины большого креста. Орден был послан к ней с гвардии капитаном князем Дмитрием Михайловичем Голицыным.